# Hendrick Bloemaert
Hendrick Bloemaert, né en 1601 ou en 1602 et mort le 31 décembre 1672, est un peintre néerlandais de l'âge d'or.

## Biographie
Hendrick est le fils aîné d’Abraham Bloemaert. Ses frères Cornelis et Adriaan (en) étaient aussi peintres. En 1626, il commence à étudier à Rome, mais retourne à Utrecht en 1631, où il s’inscrit à la guilde de Saint-Luc d’Utrecht (en) et épouse Margaretha van der Eem, fille d’un avocat.
Selon Houbraken, il n’est jamais devenu « aussi bon que son père », mais il est difficile de savoir si Houbraken a réellement vu son travail ou s'est simplement aligné sur le commentaire de Joachim von Sandrart. Il est considéré comme un membre important de l’école caravagesque d'Utrecht, et est reconnu pour ses portraits et allégories historiques. Il est également connu pour sa poésie.
Il assimile à la fois le maniérisme de son père et le caravagesque de Van Honthorst. Il produit notamment des scènes de genre, portraits, et sujets religieux qui lui sont commandés pour les églises catholiques clandestines.